# Batalla de La Guaira
La Batalla de La Guaira o La Guayra, tuvo lugar el 2 de marzo de 1743 en aguas del Mar Caribe, frente a la costa de La Guaira, actual territorio de Venezuela. La Guaira era un puerto perteneciente a la Real Compañía Guipuzcoana de Caracas, cuyos barcos mantuvieron durante la Guerra del Asiento una estrecha colaboración con la Armada Española transportando armas, soldados, provisiones y munición desde España a los Reinos de Ultramar. Lograr la destrucción de este asentamiento sería un duro varapalo, tanto para la Compañía Guipuzcoana como para el Gobierno Español.
Con este objetivo el Almirantazgo británico envió una flota bajo el mando del comodoro Charles Knowles, pero fue derrotada y la expedición terminó en una gran fracaso. Más de 600 hombres murieron, entre ellos el capitán del HMS Burford, y muchos de sus barcos se perdieron o fueron seriamente dañados lo que impidió a Knowles continuar con un ataque más efectivo a Puerto Cabello, según tenía previsto, hasta que no reparó y reabasteció sus naves.

## Antecedentes
El almirantazgo británico había decidido proseguir la guerra contra los asentamientos españoles, aunque en una escala diferente a la de las grandes expediciones de 1741 y 1742.
Sir Chaloner Ogle, quien había reemplazado al almirante Edward Vernon después de la derrota en la Batalla de Santiago de Cuba en 1741, preparó la invasión de otro importante puerto español del virreinato de la Nueva Granada. En la creencia que La Guaira no estaba bien defendida, Sir Chaloner Ogle quiso tomar ventaja y atacó. El 22 de febrero de 1743, el comodoro Charles Knowles partió de Isla Antigua con una flota de 19 barcos que sumaban casi 400 cañones y transportaban 600 soldados de infantería al mando del coronel Dalzell.
Knowles subestimó las defensas de La Guaira creyéndolas inferiores a las de Cartagena de Indias y llegó a Isla La Tortuga el 27 de febrero. Se ha dicho, sin que se haya podido confirmar, que los españoles estaban avisados del ataque desde hacía dos meses.

## Batalla
Con las primeras luces del día la escuadra inglesa estaba a 24 km al este del puerto de La Guaira y el sloop Otter fue enviado de avanzadilla para reconocer el interior del puerto. Los centinelas españoles encendieron los fuegos de aviso a las 06:30 horas alertando tanto a La Guaira como a Caracas y poniendo en marcha a un gran cuerpo de milicianos situados a 25 km de la costa y al mando del gobernador Gabriel de Zuloaga. Mientras, los comandantes de la guarnición española  Mateo Gual y José de Iturriaga, se preparaban para impedir el asalto. 
Cerca del mediodía el HMS Burford se internó en el fondeadero de La Guaira seguido por el HMS Eltham, el HMS Norwich, el HMS Suffolk, el HMS Advice y el HMS Assistance. A pesar del fuego graneado que les caía encima desde seis baterías de la costa los ingleses consiguieron anclar en una doble línea a las 13:00 horas comenzando un furioso intercambio de fuego.

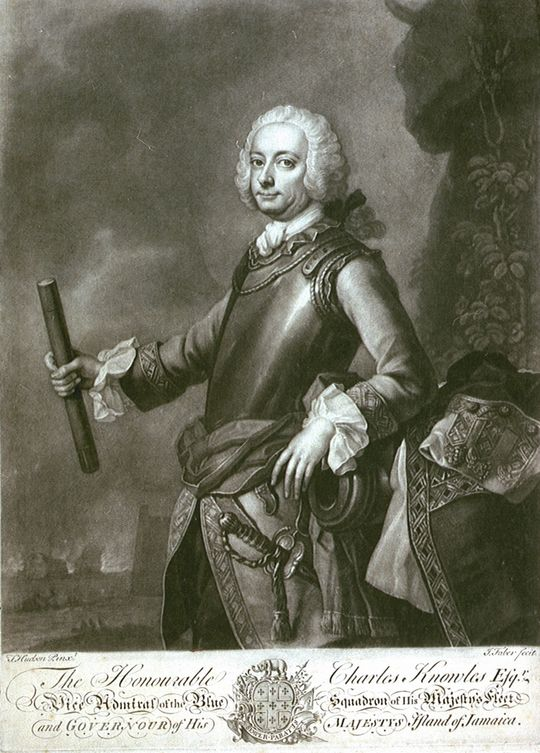
Sir Charles Knowles con armadura.

El bombardeo español fue inesperadamente abundante además de certero y esto, junto a la fuerte mar de fondo reinante, evitó el desembarco británico.
Tras tres horas y media de combate, el HMS Burford con cerca de 78 impactos de bala y averiado el palo mayor, soltó su ancla y se desplazó fuera del alcance de los cañones al igual que la fragata Eltham que había resultado seriamente dañada. Ambos, accidentalmente, fueron arrastrados contra el Norwich y los tres barcos abandonaron el enfrentamiento reduciendo considerablemente la capacidad de fuego inglesa.
El cañoneo cesó al ocaso, alrededor de las 20:00 horas, con el apaleado Burford buscando refugio a sotavento y escoltado por el Norwich, Otter y Assistance. Los ingleses al amanecer reanudaron un bombardeo, sin convencimiento y poco efectivo, desde el buque bombarda Comet. Mientras, Zuloaga se vio obligado a regresar a Caracas el 4 de marzo para convencer a una población inquieta de que el enemigo no venía por tierra.
A las 03:00 horas del 5 de marzo, Knowles en otra acción inconexa e inútil, envió una partida de botes dentro del fondeadero de La Guaira. Sus integrantes consiguieron abordar un barco mercante francés antes de ser descubiertos y obligados a huir.

## Batalla de Puerto Cabello
Habiendo sufrido 97 muertos y 308 heridos en tres días el comodoro Knowles decide retirarse rumbo Oeste antes del amanecer del 6 de marzo y atacar un lugar cercano a Puerto Cabello. A pesar de las instrucciones dadas a sus capitanes de reunirse en Borburata, a unos 6 km de Puerto Cabello, los renqueantes HMS Burford, HMS Norwich, HMS Assistance y HMS Otter decidieron dirigirse a Curaçao, obligando a Knowles, con gran enojo, a seguirlos. 
El 28 de marzo ordenó a sus embarcaciones más pequeñas navegar hacia Puerto Cabello y una vez que el cuerpo principal de su flota estuvo dispuesto, volvió de nuevo a la mar el 31 de marzo. Sólo los fuertes vientos contrarios y las corrientes, contra las que estuvo luchando casi dos semanas, obligaron a Knowles a desviarse con rumbo este para acabar en Borburata el 19 de abril. Knowles quería tener una victoria como fuese, por lo que atacó Puerto Cabello entre el 26 de abril y el 7 de mayo. Incluso llegó a desembarcar algunas tropas, pero tuvo que retirarse ante las inmensas bajas, después de un intercambio de prisioneros con el gobernador Zuloaga (quien fue herido en la lucha).
A pesar de estas derrotas, el comodoro Knowles llegaría a tener una exitosa carrera en la Royal Navy, llegando a ser Almirante, Caballero de Su Graciosa Majestad y Gobernador de Jamaica entre 1752 y 1756.
Gabriel de Zuloaga siguió siendo Gobernador de Caracas hasta 1747, cuando es relevado por el brigadier Francisco Castellanos. Por sus servicios prestados a la Corona fue recompensado con un ascenso a Teniente General y el título de Conde de Torre Alta. Murió en Madrid en 1764.
José de Iturriaga llegó a tener destacada carrera naval, llegando a ser Jefe de Escuadra (equivalente naval a Mariscal de Campo o actualmente General de División) e investido como Caballero de Santiago. Murió en Pampatar (Isla de Margarita, Venezuela) en 1767.
Por su parte, Mateo Gual fue reconocido por esa acción y el año siguiente fue ascendido a Teniente Coronel. Con el tiempo llegó a Coronel y fue, entre 1753 y 1757, Gobernador de la Provincia de Cumaná. Por ironías de la vida, su hijo, Manuel Gual (1759-1800), fue uno de los líderes de una insurrección que buscaba la independencia de España.